# Constantin Bosianu
Constantin Bosianu (Bucarest, 10 febbraio 1815 – Bucarest, 21 marzo 1882) è stato un politico e giurista rumeno, primo ministro della  Romania dal 26 gennaio al 14 giugno 1865
Ha ricoperto inoltre la carica di preside della Facoltà di Legge dell’Università di Bucarest.